# Minidoka County
Minidoka County är ett administrativt område i delstaten Idaho, USA 20 069 invånare (2010). Den administrativa huvudorten (county seat) är Rupert. 

## Geografi
Enligt United States Census Bureau har countyt en total area om 20 174 km². 20 164 km² av den arean är land och 10 km² är vatten.

### Angränsande countyn
- Blaine County - nord, öst
- Cassia County - syd
- Jerome County - väst
- Lincoln County - väst